# Bassaniodes sinaiticus
Bassaniodes sinaiticus is een spinnensoort uit de familie van de krabspinnen (Thomisidae).
De wetenschappelijke naam van de soort werd in 1999 als Xysticus sinaiticus gepubliceerd door Gershom Levy.